# Мисник, Виктор Порфирьевич
Виктор Порфирьевич Мисник (род. 26 мая 1948, с. Нехаевка, Коропского района Украинская ССР, СССР) — российский промышленник, учёный, доктор технических наук, профессор, педагог.
Генеральный директор и член совета директоров  «АО Корпорация «Комета»» с 2012 года по 2023 год
Член совета директоров АО НИИ «Субмикрон» с 2012 года.
Почётный член Союза машиностроителей России с 2008 года.
Заведующий кафедрой МФТИ. Преподаватель.

## Биография
Биографические сведения
Родился 26 мая 1948 года в селе Нехаевка Коропского района Черниговской области. В 1972 году окончил Московский физико-технический институт. Некоторое время работал на другом предприятии Алмаз-Антей. В 1999 году назначен Генеральным директором — генеральным конструктором ЦНИИ «Комета» (АО Корпорация «Комета»). В 2012 году вошёл в состав совета директоров Корпорации. Виктор Порфирьевич является автором 350 научных трудов и 12 патентов на изобретений. Внёс значительный вклад в создание космических систем обнаружения стартов баллистических ракет, разведки акваторий Мирового океана, исследование характеристик физических явлений техногенного происхождения.
В настоящее время
Является заведующим кафедрой «Космические информационные системы» МФТИ и руководителем учебного центра состоящего из трех кафедр МИРЭА. 6 апреля 2023 года решением Совета директоров АО "Корпорация космических систем специального назначения "Комета" освобожден от должности генерального директора - генерального конструктора корпорации, назначен на пост научного руководителя корпорации "Комета".

## Карьера
- 1985 - 1990 Начальник отдела ЦНИИ «Комета»
- 1990 - 2000 Главный инженер корпорации ЦНИИ «Комета»
- 2000 - 2012 Генеральный конструктор ЦНИИ «Комета»
- с 2008 года Член Союза машиностроителей России
- с 2012 года Генеральный директор - Генеральный конструктор АО Корпорация «Комета»

## Достижения и звания
- Лауреат Государственной премии Российской Федерации (1999);
- Орден почёта (2004);
- Почётная грамота Правительства Российской Федерации (2008);
- Медаль «За заслуги в освоении космоса»;
- Знак «За содействие космической деятельности» Федерального космического агентства;[2]
- Знак «Королева» Федерального космического агентства;[2]
- Заслуженный деятель науки Российской Федерации (2009).
- Почётный профессор МФТИ (2012)[5]

## Личная жизнь
Болельщик ФК Торпедо.
Женат, есть дети и внуки